# Fidelity (Missouri)
Fidelity és una població dels Estats Units a l'estat de Missouri. Segons el cens del 2000 tenia 252 habitants.

## Demografia
Segons el cens del 2000, Fidelity tenia 252 habitants, 97 habitatges, i 64 famílies. La densitat de població era de 100,3 habitants per km².
Dels 97 habitatges en un 29,9% hi vivien nens de menys de 18 anys, en un 49,5% hi vivien parelles casades, en un 10,3% dones solteres, i en un 33% no eren unitats familiars. En el 22,7% dels habitatges hi vivien persones soles el 2,1% de les quals corresponia a persones de 65 anys o més que vivien soles. El nombre mitjà de persones vivint en cada habitatge era de 2,6 i el nombre mitjà de persones que vivien en cada família era de 3.
Per edats la població es repartia de la següent manera: un 28,2% tenia menys de 18 anys, un 11,1% entre 18 i 24, un 27,8% entre 25 i 44, un 25,4% de 45 a 60 i un 7,5% 65 anys o més.
L'edat mediana era de 33 anys. Per cada 100 dones de 18 o més anys hi havia 126,3 homes.
La renda mediana per habitatge era de 27.250 $ i la renda mediana per família de 35.500 $. Els homes tenien una renda mediana de 31.250 $ mentre que les dones 25.625 $. La renda per capita de la població era de 9.810 $. Entorn del 26,6% de les famílies i el 44,9% de la població estaven per davall del llindar de pobresa.

## Poblacions més properes
El següent diagrama mostra les poblacions més properes.